# Mioscarta lutea
Mioscarta lutea är en insektsart som beskrevs av Schmidt 1925. Mioscarta lutea ingår i släktet Mioscarta och familjen spottstritar. Inga underarter finns listade i Catalogue of Life.